# Drehgenehmigung

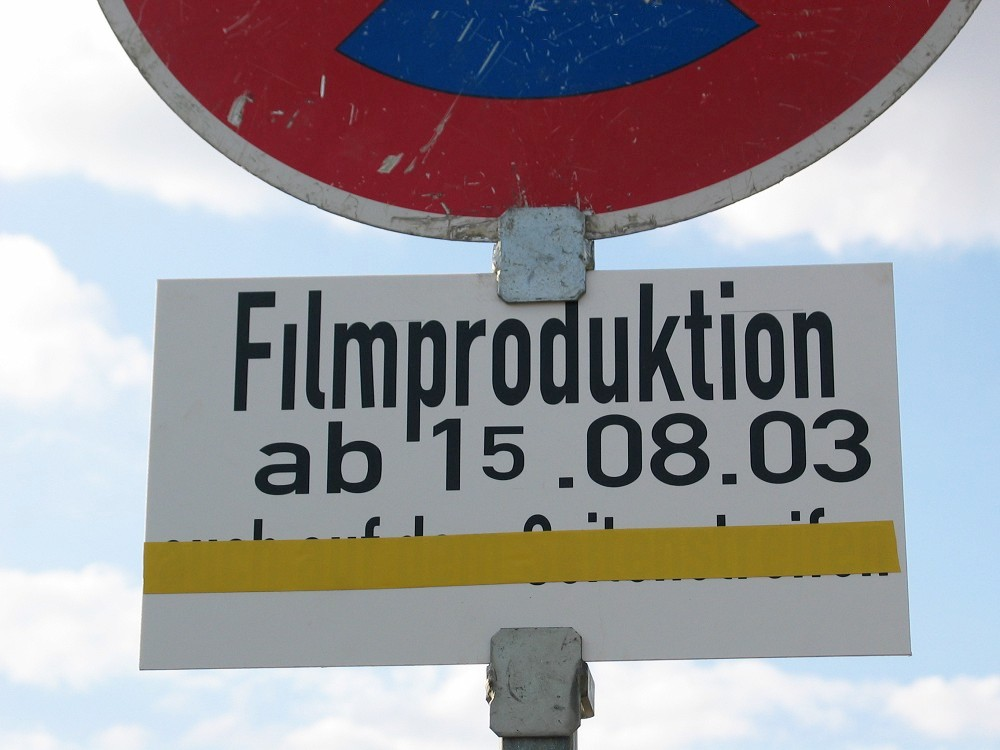
Parkverbot auf einer öffentlichen Straße wegen geplanter Dreharbeiten.

Eine Drehgenehmigung ist die Erlaubnis des Eigentümers einer Location, diese für eine Film- oder Fernsehaufnahme zu verwenden.

## Rechtsfragen
Die Zuständigkeiten für die Erteilung von Drehgenehmigungen sind kommunal unterschiedlich geregelt und abhängig davon, ob es sich etwa um Bundesstraßen, Autobahnen oder städtische Verkehrsflächen handelt. Generell ist das Ordnungsamt der Gemeinde zuständig. Dreharbeiten auf öffentlichen Straßen oder Plätzen sind ebenfalls genehmigungspflichtig. Erlaubnisfrei sind Dreharbeiten auf öffentlichen Straßen nur dann, wenn diese im Rahmen ihrer öffentlich-rechtlichen Widmung genutzt werden und deshalb keine Sondernutzung vorliegt. Teilweise stellen Behörden Dreharbeiten geringen Ausmaßes – etwa mit Schulterkamera oder Steadicam – frei, wenn diese nicht in den Verkehr eingreifen.
Zum Erlaubnisverfahren gehört unter anderem die Absprache über alle Abläufe am Filmset, da häufig weitere Voraussetzungen geschaffen werden müssen, die den Eigentümer des Motivs einschränken können. Hierzu gehört etwa die Absperrung von Verkehrsflächen und Parkplätzen, das Verlegen von Kabeln und Schläuchen, der Betrieb lauter Geräte, Scheinwerfer und Maschinen oder Dreharbeiten zu Nachtstunden. Die Drehgenehmigung schützt, im Rahmen der Vereinbarungen, das Filmteam vor Anzeigen und Störungen. Die Erteilung einer Drehgenehmigung beschreibt genau die erlaubten Drehorte und Drehzeiten und kann mit einer Gebühr verbunden sein.

## Sonstiges
Die Stadt Köln als einer der wichtigsten deutschen Medienstandorte erteilte im Jahre 2017 mit 932 Drehgenehmigungen die meisten Erlaubnisse aller Städte. Zu den Produktionen gehören unter anderem die Actionserie Alarm für Cobra 11, die Schulserie Der Lehrer, die Scripted-Reality-Serien Der Blaulicht Report und Auf Streife – Die Spezialisten, die Krimiserien SOKO Köln, Marie Brand oder Wilsberg, die Seifenoper Alles was zählt oder die Lindenstraße.
Auch für den Hobbyfilmer ist eine Drehgenehmigung von Bedeutung. Diese kann vom Filmer in Gebäuden oder auch auf Plätzen verlangt werden, obwohl diese öffentlich zugänglich sind. Dabei spielt es in der Regel keine Rolle, ob die Aufnahmen später kommerziell genutzt werden sollen oder nicht.